# Papillon (2017)
Papillon ist ein Filmdrama von Michael Noer, das am 7. September 2017 im Rahmen des Toronto International Film Festivals seine Premiere feierte und auf dem gleichnamigen autobiografischen Roman des französischen Schriftstellers Henri Charrière und seiner Verfilmung aus dem Jahre 1973 basiert. Am 26. Juli 2018 kam der Film in die deutschen und am 24. August 2018 in die US-amerikanischen Kinos.

## Handlung
Henri „Papillon“ Charrière wird beschuldigt, in Frankreich einen Mord begangen zu haben, und wird in den 1930er Jahren unschuldig zu lebenslanger Haft in der berüchtigten Strafkolonie St. Laurent in Französisch-Guayana verurteilt. Auf dem Weg dorthin macht er die Bekanntschaft des ebenfalls zu einer langen Haftstrafe verurteilten Fälschers Louis Dega. Dieser konnte größere Geldmengen ins Gefängnis schmuggeln. Nachdem Papillon Dega hilft, als dieser von anderen Häftlingen angegriffen wird, schließen die sich fremden Männer einen Pakt: Papillon beschützt Dega vor den Mithäftlingen, im Gegenzug unterstützt Dega ihn bei der geplanten Flucht mit seinem Geld. Mehrere Fluchtversuche scheitern und aus dem Pakt entwickelt sich im Laufe der Jahre eine Freundschaft, die wertvoller ist als das eigene Leben.

## Hintergrund

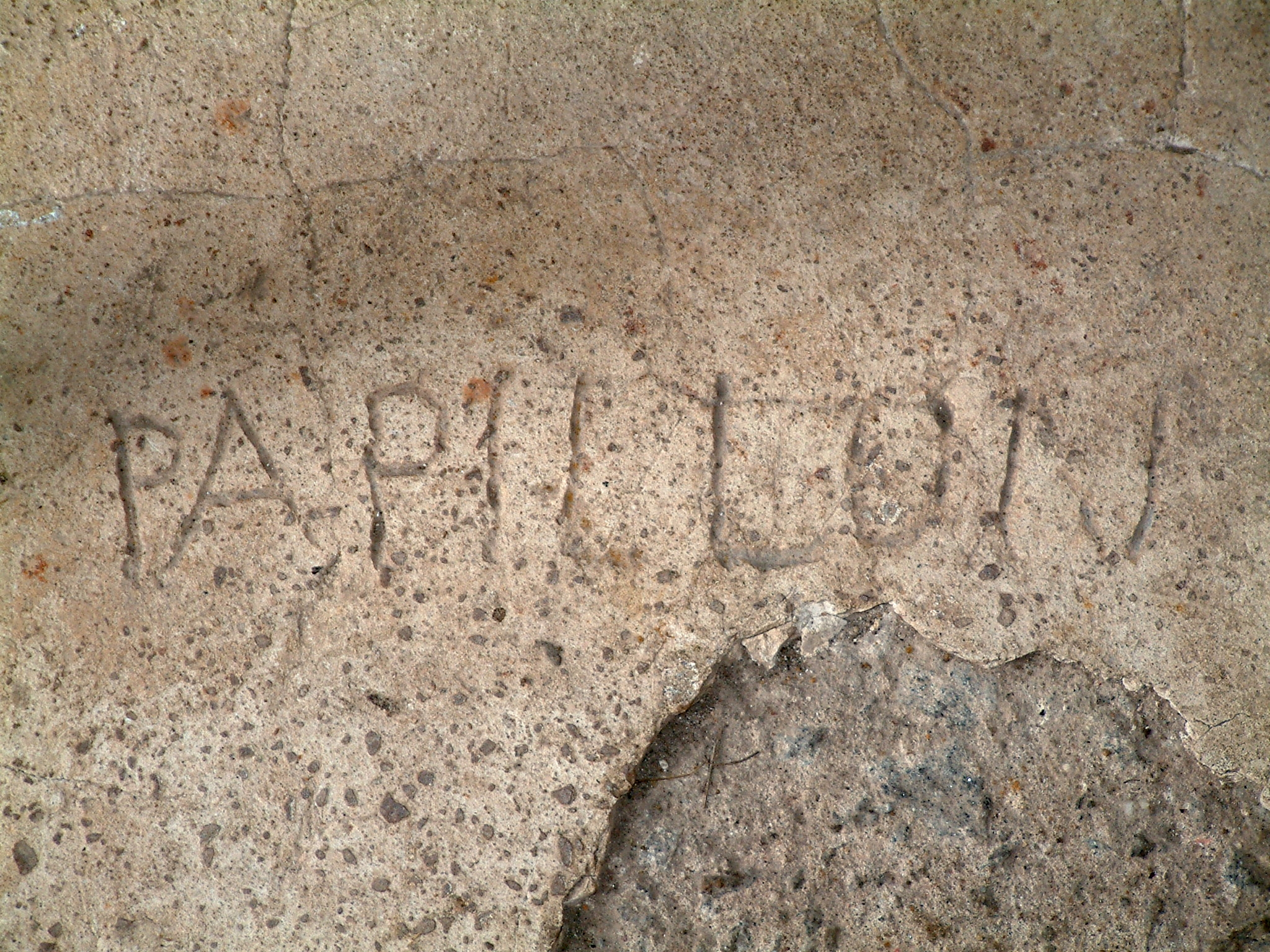
Der Film basiert auf dem Roman Papillon des französischen Schriftstellers Henri Charrière

Papillon basiert auf dem gleichnamigen, teils autobiografischen Roman des französischen Schriftstellers Henri Charrière, der wegen Totschlags zu lebenslanger Zwangsarbeit in Französisch-Guayana verurteilt worden war. Der 1969 veröffentlichte Roman ist der erste von zweien mit vielen autobiografischen Elementen. Charrière erzählt darin von seiner Gefangenschaft in Französisch-Guayana, so auf der Teufelsinsel, und von seinen zahlreichen Fluchtversuchen. Der zweite Roman trägt den Titel Banco.  
Der Film ist eine Neuverfilmung des Abenteuer-Klassikers Papillon von Franklin J. Schaffner aus dem Jahr 1973 und basiert auf demselben Drehbuch. 

## Produktion

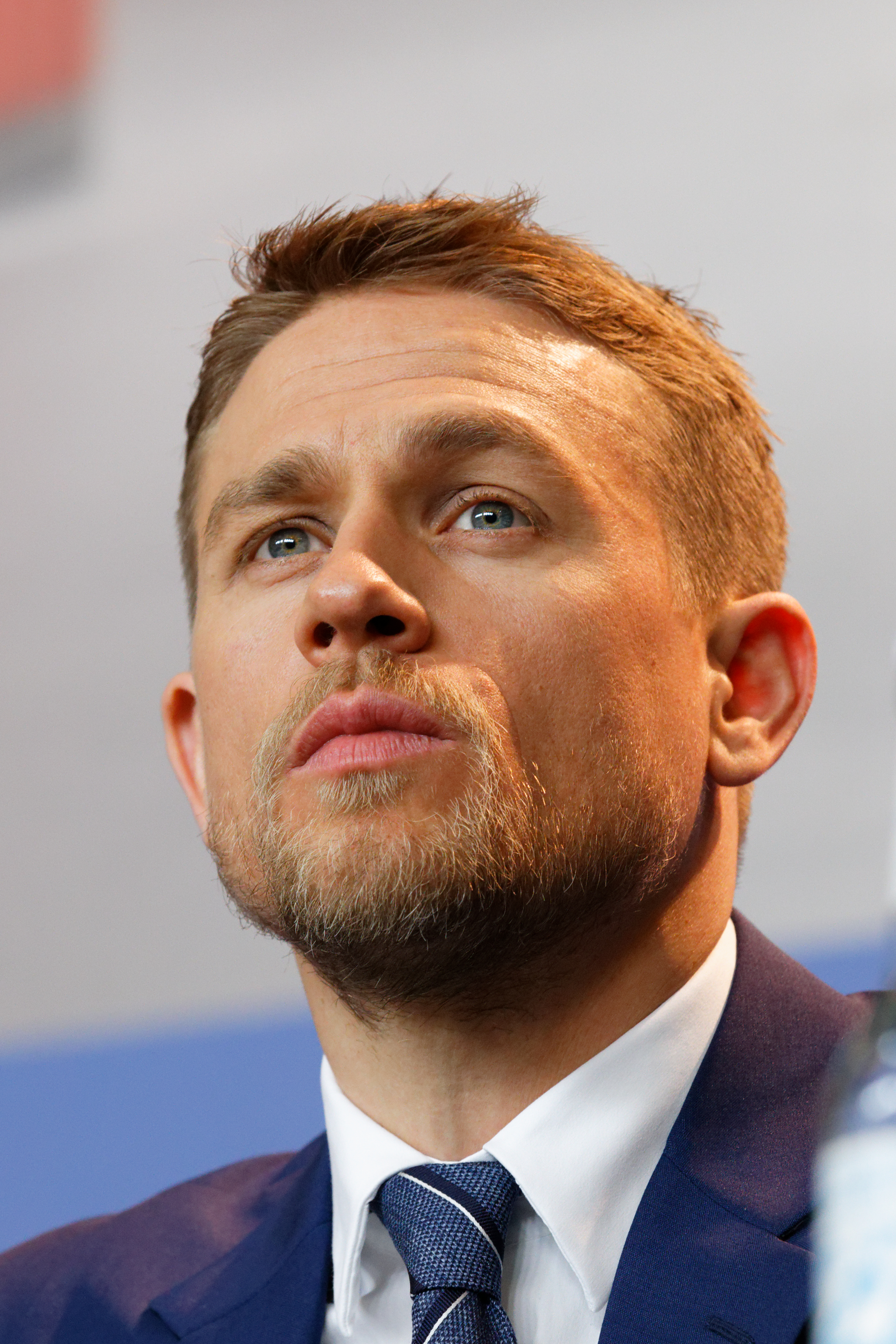
Charlie Hunnam, hier wenige Monate nach Abschluss der Dreharbeiten, übernahm im Film die Rolle von Henri „Papillon“ Charrière

Regie führte Michael Noer, die Adaption von Charrières Roman erfolgte schon für die Filmfassung von 1973 durch Dalton Trumbo und Lorenzo Semple Jr. Sascha Westphal von epd Film bemerkt, der Regisseur betone den Aspekt von Charrières autobiografischem Roman, dass Papillon sich des Geldes wegen auf Dega einlasse und beide erst nach und nach erkennen, dass sie einander aus ganz anderen Gründen brauchen, weitaus stärker als Franklin J. Schaffner in seiner Verfilmung von 1973. So könne sich Michael Noer von dem übermächtigen Vorbild lösen und zugleich seinen beiden Hauptdarstellern Räume öffnen, die Steve McQueen und Dustin Hoffman versperrt waren.
Während Schaffners Film mit dem Appell des Gouverneurs begann, es gebe auf der Insel zwei weitere Wächter, den Dschungel und das Meer, zeigt Noer etwas, das im Original nicht vorkommt, erklärt Kerstin Decker vom  Tagesspiegel: „Auch für den Zuschauer ist es keineswegs zweitrangig, die Vorgeschichte eines Menschen zu kennen, dem er dann über zwei Stunden in keiner Einstellung ausweichen kann.“ Schaffners Papillon hatte sich die Vorgeschichte des Sträflings für seine erste Begegnung mit dem Fälscher Louis Dega aufgehoben.
Charlie Hunnam übernahm im Film die Rolle von Henri „Papillon“ Charrière, Rami Malek spielt seinen Mitgefangenen Louis Dega.
Die deutsche Synchronisation entstand nach einem Dialogbuch und der Dialogregie von Christoph Cierpka. Björn Schalla leiht in der deutschen Fassung der von Hunnam gespielten Figur Henri Charrière und Bastian Sierich dem von Malek gespielten Louis Dega seine Stimme.
Die Dreharbeiten fanden ab September 2016 in Belgrad und den montenegrinischen Städten Ulcinj, Kotor und Niksic statt. Im November 2016 drehte man in Kalkara und Rabat auf Malta.
Die Filmmusik komponierte David Buckley. Der Soundtrack zum Film, der insgesamt 12 Musikstücke umfasst, wurde am 24. August 2018 von BMG als Download veröffentlicht.
Der Film feierte am 7. September 2017 im Rahmen des Toronto International Film Festivals seine Premiere. Ab 24. Juni 2018 wurde er beim Edinburgh International Film Festival gezeigt. Am 26. Juli 2018 kam der Film in die deutschen und am 24. August 2018 in die US-amerikanischen Kinos. Eine Veröffentlichung auf Prime Video erfolgte am 27. März 2021.

## Rezeption

### Schnittfassungen und Altersfreigabe
Für den deutschen Kinostart hatte Constantin das Werk von 133 Minuten auf 117 Minuten geschnitten, da er dem Verleiher mit über zwei Stunden Laufzeit zu lang erschien.
In den USA erhielt der Film von der MPAA ein R-Rating, was einer Freigabe ab 17 Jahren entspricht. In Deutschland wurde er von der FSK ab 12 Jahren freigegeben, in Begleitung der Eltern jedoch bereits ab 6 Jahren erlaubt. In der Freigabebegründung heißt es: „Der Film schildert den brutalen Alltag in der Strafkolonie mit sadistischen Wärtern und Kämpfen zwischen den Gefangenen. Die Gewalt wird jedoch in keiner Weise verherrlicht oder befürwortet. Vielmehr stehen positive Werte wie Freundschaft, Loyalität und Durchhaltevermögen im Vordergrund. Durch den historischen Kontext sowie den exotischen Spielort können Kinder ab 12 Jahren sich zudem ausreichend von den Geschehnissen distanzieren.“ Hierzu merkt Martin Schwickert im General-Anzeiger an, wie das Original schrecke auch Noers Reinszenierung nicht vor drastischen Gewaltinszenierungen zurück. Diese Sequenzen würden gezielt in krassen Kontrast zu den beeindruckenden Naturaufnahmen gesetzt, so Schwickert.

### Kritiken und Vergleich mit dem Originalfilm

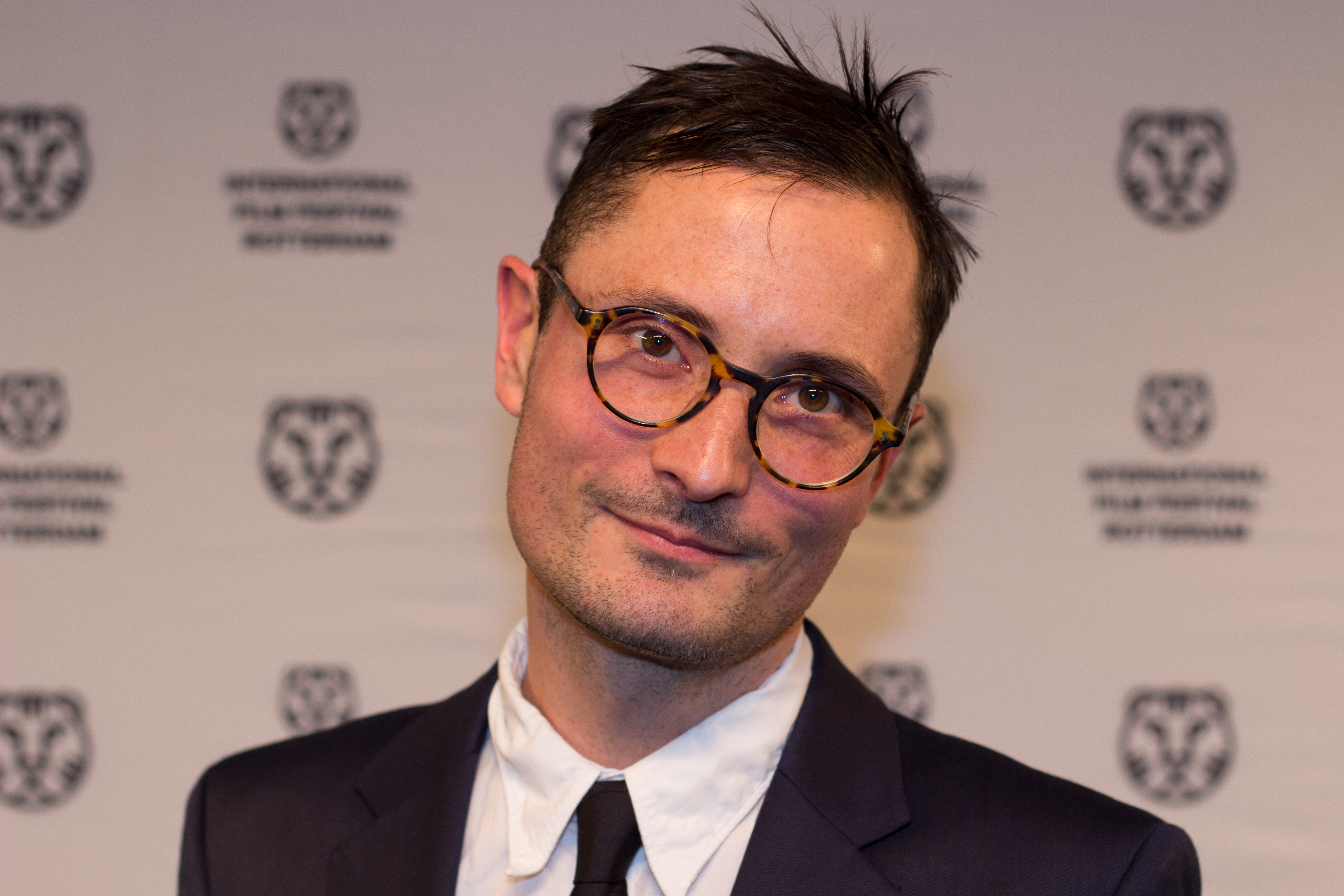
Regie führte Michael Noer

Sascha Westphal von epd Film meint, Michael Noer zahle für seinen existenzialistischen Ansatz einen Preis, und seine Adaption könne atmosphärisch nicht mit Schaffners Film mithalten: „Während man im alten Papillon die schwüle Hitze Französisch-Guayanas regelrecht zu spüren scheint, lassen einen Noers Dschungelszenen eher kalt. Noer will die Teufelsinsel als Ort existenzieller Verzweiflung in Szene setzen, an dem irgendwann jeder wahnsinnig wird, aber er verliert sich oft in pittoresken Details, die den Zuschauer eher irritieren als erschrecken.“  Über die Protagonisten sagt Westphal, Charlie Hunnam, der Papillon nicht nur als Mann der Tat porträtiere, und Rami Malek, dessen Louis Dega auch eine extrem dunkle Seite hat, unterliefen die klassischen Klischees des Gefängnisfilms wie auch des Abenteuer-Genres. In ihren Szenen erreiche Papillon eine Dichte, die fast schon etwas Bühnenhaftes habe.
Für Knut Elstermann von MDR Kultur ist die Inszenierung des dänischen Regisseurs etwas zu glatt, zu exotisch und zu oberflächlich geraten, wodurch sich das existenzielle Drama in den Bildern nicht deutlich genug mitteile.
Katja Nicodemus von NDR Kultur meint, das Problem des Papillon-Remakes sei das gleiche wie bei vielen Neuverfilmungen: „Ein Stoff wird noch einmal erzählt, doch seine Atmosphäre, sein Hintergrund, sein Lebensgefühl verlieren sich. In den Freiheits- und Fluchtbewegungen des Originalfilms spiegelten sich auch die Revolten und Freiheitsbewegungen der 70er-Jahre. Der neue Film spielt in einem atmosphärischen Nirgendwo. Das liegt auch an seiner geleckten Fotografie. Tiefblau tost das Meer, der Dschungel wirkt fast unwirklich grün – und Charlie Hunnams Muskeln werden auch an seinem ausgezehrten Körper irgendwie sexy in Szene gesetzt.“
Kerstin Decker vom Tagesspiegel urteilt, etwas von dieser Kraft, wenn ein einzelner Mensch, der am Ende stärker als ein ganzer Justizapparat ist, im Zentrum einer Geschichte steht, sollte ein Remake schon besitzen: „Die Kunst ist manchmal fast so grausam wie der Strafvollzug: Man braucht nicht einmal schlecht zu sein. Schon darin, das Original noch mehr zum Leuchten zu bringen, liegt das Urteil.“
Über die beiden Hauptdarsteller schreibt Martin Schwickert im General-Anzeiger, man könne sicherlich darüber streiten, ob diese an die Leistungen von Steve McQueen und Dustin Hoffman im Original heran reichten. Trotzdem seien Hunnam und Malek der Hauptgrund, warum man sich dieses eher überflüssige Remake anschauen sollte. Hunnam als interessanter britischer Newcomer leite die Stärke seiner Charaktere immer über die maskuline Körperlichkeit hinaus auch aus den inneren Widersprüchen der Figuren her. Ihm gegenüber agiere Malek mit einer ruhigen Intensität: „Solche Männerfreundschaften, in denen sich die Beteiligten jenseits aller Kumpanen-Klischees in ihrer Unterschiedlichkeit ergänzen, sind [...] immer noch eine echte Rarität.“